# 9M119反坦克導彈
9M119「斯維里」／9M119M「反射」（英語：9M119 Svir/9M119M Refleks，“Svir”的意思是斯維里河而“Refleks”則是生理学上的反射）是一系列由前苏联圖拉機械設計局（圖拉KBP）所研製和生產的瞄准线半自动雷射制導乘波導引式反坦克导弹本身，9M119是俄罗斯国防部火箭炮兵装备总局（GRAU）的代號。其導彈發射系統分別被稱為9K119和9K120；而北約代號分別是AT-11「狙擊手（-A型／-B型）」（英語：AT-11 Sniper (-A/-B)）。
9M119／9M119M兩枚導彈很相似，但不單俄罗斯国防部火箭炮兵装备总局代號與北約代號，在射程和發射平台方面亦各不相同。兩者在設計上都是將滑膛式125毫米坦克炮和反坦克炮（即2A45「章魚」、2A46和2A46M）用作發射平台。9M119接替，亦取代了前世代的9K112「眼鏡蛇」（北約代號：AT-8「歌唱家」）。

## 歷史
1970年代中期，前蘇聯KBP儀器設計廠開始了9K112「眼鏡蛇」的後繼產品，9M119炮射導彈系統的研發。1984年，這些炮射導彈型號投入蘇軍服役。

## 反射式
反射式是由T-90和塞爾維亞M-84AS，以及T-80與T-84的部分版本以所搭載的主炮所發射。它亦被中華人民共和國參考，並以GP-125型雷射驾束制导炮射导弹系统之名生產，用於其自用的ZTZ-96及ZTZ-99與外貿出口的MBT-2000（VT-1）及VT-4（MBT-3000）以上。印度國防部已與國防部生產部辖下的公共部門企業，巴拉特動力有限公司（BDL）簽訂合同，向印度陸軍提供「殷鋼」（Invar）反坦克制導導彈。而巴拉特動力有限公司一直都與俄羅斯國防產品出口公司進行技術合作，生產這款導彈。它也可以從2A45M「章魚-B」反坦克炮所發射。

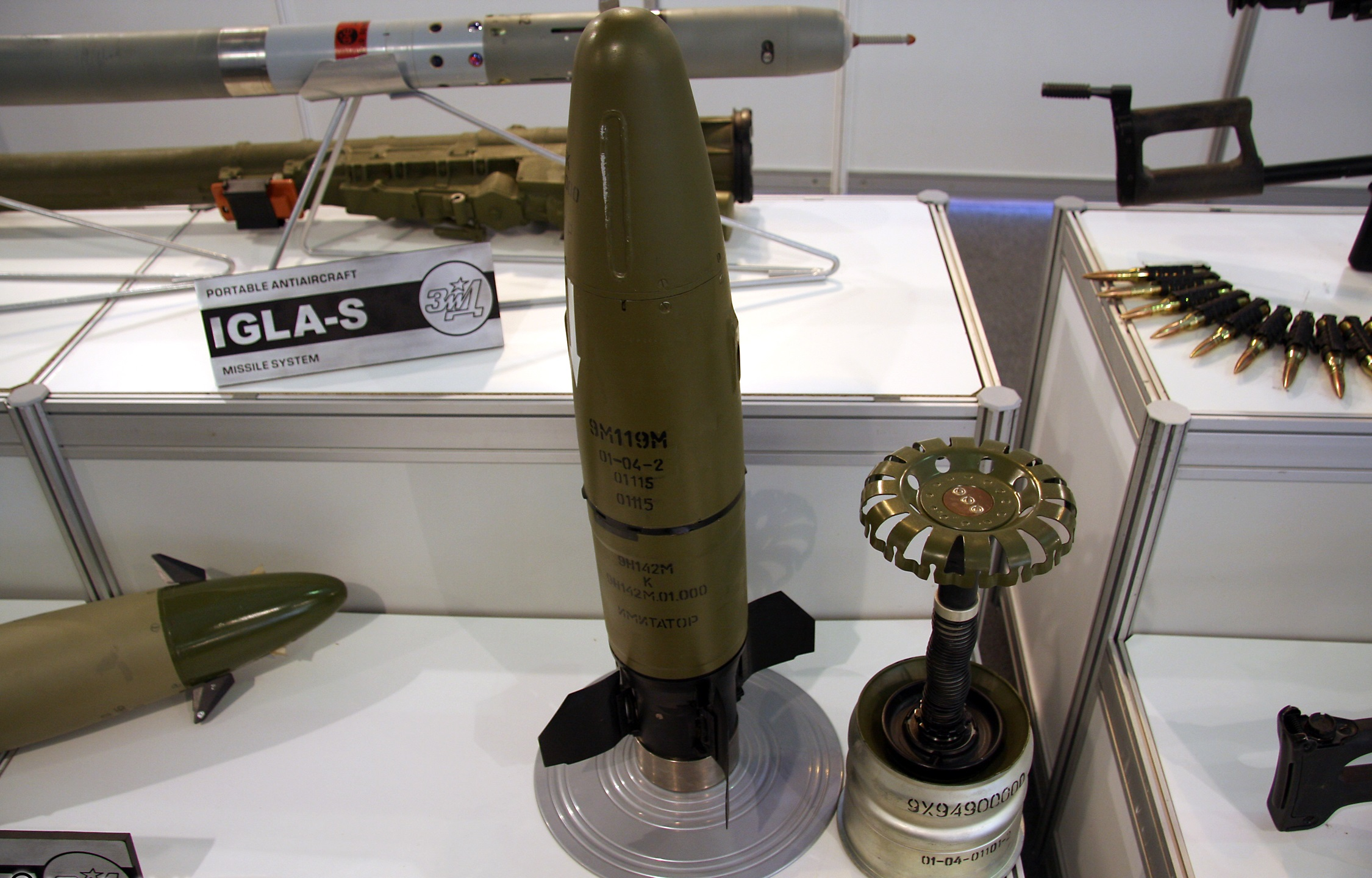
9M119M「殷鋼」反坦克導彈

9M119M「殷鋼」（Invar）和9M119M1「殷鋼-M」（Invar-M）是由125毫米火炮所發射。它是由9Kh949彈射裝置所彈射，火箭發動機會在導彈離開炮管以後點火。通過彈鼻進氣口所收集的空氣用於提供動力以擺動控制翼片。這枚17.2千克（37.92磅）的導彈長達690毫米（27.17英寸），並且裝有彈出式鰭片（翼展為250毫米／69周長），以協助導彈的制導。導彈是由坦克砲手所操縱的調製激光束所引導。該導彈的最大航程為5,000公尺，速度為350米／秒（最長飛行時間為17.69秒）。假如飛行28秒以後都無法擊中任何目標，導彈會啓動自毀引信。「殷鋼」使得坦克可打擊125毫米炮彈射程的兩倍的目標。串聯式彈頭可以貫穿最多900毫米（35.4英寸）的装甲。1992年，9M119M「殷鋼」（Invar）導彈投入服役；而9M119M1「殷鋼-M」（Invar-M）導彈則是1990年代後期才投入使用。
而9M119F和9M119F1導彈則是用於打擊敵方人員的高爆作戰導彈。

## 斯維里
斯維里是配用於T-72和T-80坦克系列的炮射式反坦克导弹。

## 組成炮彈
- 配用於T-72坦克系列的版本：
  - 125毫米9UBK14炮彈，裝配9M119「斯維里」高爆反坦克導彈。射程為4,000公尺，装甲貫穿力是650—700毫米軋壓均質裝甲。
  - 125毫米9UBK20炮彈，裝配9M117M「殷鋼」串聯式高爆反坦克導彈。射程為4,000公尺，装甲貫穿力是700—750毫米軋壓均質裝甲。
  - 125毫米9UBK20M炮彈，裝配9M117M「殷鋼-M」串聯式高爆反坦克導彈。射程為4,000公尺，装甲貫穿力是850—900毫米軋壓均質裝甲。
  - 125毫米9UBK14F炮彈，裝配9M117F導彈。射程為4,000公尺，裝有4.5千克溫壓彈頭的版本。
  - 125毫米9UBK14F1炮彈，裝配9M117F1導彈。射程為3,000公尺，裝有9千克破片／燃燒彈頭的版本。
- 配用於T-80和T-90坦克系列的版本：
  - 125毫米3UBK14炮彈，裝配9M119「斯維里」高爆反坦克導彈。射程為5,000公尺，装甲貫穿力是650—700毫米軋壓均質裝甲。
  - 125毫米3UBK20炮彈，裝配9M117M「殷鋼」串聯式高爆反坦克導彈。射程為5,000公尺，装甲貫穿力是700—750毫米軋壓均質裝甲。
  - 125毫米3UBK20M炮彈，裝配9M117M「殷鋼-M」串聯式高爆反坦克導彈。射程為5,000公尺，装甲貫穿力是850—900毫米軋壓均質裝甲。
  - 125毫米3UBK14F炮彈，裝配9M117F空爆燃燒導彈。射程為5,000公尺，裝有4.5千克溫壓彈頭的版本。
  - 125毫米3UBK14F1炮彈，裝配9M117F1導彈。射程為3,500公尺，裝有9千克破片／燃燒彈頭的版本。

## 導彈系統
9M119M1「反射-M」式（9M119M1 Reflex-M）的組成包括：
- 炮彈——裝配9M117M「殷鋼」的3UBK20炮彈或9M117M「殷鋼-M」的3UBK20M炮彈，由125毫米滑膛炮所發射。
- 瞄準具——制引裝置，包括1A45T Irtysh激光测距仪和9C516信息單元集成
- 9S831電壓轉換器
- 9S517-1S控制系統
- （只在機器的控制和校準時配備）——複雜的控制和測試設備

## 類似武器
- 美國：M551「謝里登」輕型戰車與短暫的M60A2「巴頓」主戰坦克所發射的MGM-51橡樹棍反坦克導彈。
- 美國：曾經試圖為M1A2 SEP「艾布蘭」主力戰車所研發的XM1111中程彈藥（英语：XM1111 Mid-Range Munition）。
- 俄羅斯：9K112「眼鏡蛇」（北約代號：AT-8「歌唱家」）亦是藉由125毫米滑膛炮管所發射。
- 以色列：拉哈特（LAHAT），藉由藥莢組合使得它可藉由105和120毫米炮管所射。
- 法國：ACRA（法语：Anti-Char Rapide Autopropulsé） 142毫米反坦克導彈，曾在AMX-30主战坦克的驅逐戰車版本以上進行測試。
- 烏克蘭：戰鬥型串聯式反坦克導彈，由125毫米滑膛炮所發射，有效射程為5,000公尺，貫穿力為950毫米。[12]
- 伊朗：斯維里的逆向工程版本，最大射程為4,000公尺，命名為Tondar。[13]
- 中國：斯維里與9K116「指節套環」的國產化版本GP-125型雷射驾束制导炮射导弹系统，以及自行研製的GP-105 105毫米激光驾束炮射导弹。

## 同类产品对比
| 战斗反坦克导弹与同类产品对比 | 战斗反坦克导弹与同类产品对比                         | 战斗反坦克导弹与同类产品对比      | 战斗反坦克导弹与同类产品对比      | 战斗反坦克导弹与同类产品对比      |                |
|                              | 125mm战斗                                            | 125mm 9M119M殷钢                  | 125mm 9M119M1殷钢-M               | 105mm拉哈特                       |                |
| ---------------------------- | ---------------------------------------------------- | --------------------------------- | --------------------------------- | --------------------------------- | -------------- |
| 发射平台                     | T-64BM“布拉特”、T-80UD、T-84、堡垒-M、T-72AMT/AG/B/S | T-90，T-80UK，T-80UM坦克          | T-90，T-80UK，T-80UM坦克          | 梅卡瓦Mk.4，阿琼Mk.II坦克         |                |
| 目标类型                     | MBT、IFV、APC、碉堡、悬停的直升机                    | MBT、IFV、APC、碉堡、悬停的直升机 | MBT、IFV、APC、碉堡、悬停的直升机 | MBT、IFV、APC、碉堡、悬停的直升机 |                |
| 最大射程[km]                 | 5.0                                                  | 5.0                               | 5.0                               | 6.0                               |                |
| 最大射程飞行时间[秒]         | 16.3                                                 | 17.6                              | 17.0                              | n/a                               |                |
| 弹头类型                     | 串联高爆弹                                           | 串联高爆弹                        | 串联高爆弹                        | 串联高爆弹                        |                |
| 装甲穿透力[mm]               | 750                                                  | 700                               | 850                               | ~700-800                          |                |
| 导引方式                     | 半自动、激光束                                       | 半自动、激光束                    | 半自动、激光束                    | 半自动、激光束                    | 半自动、激光束 |
| 平均飞行速度[m/s]            | 306.7                                                | 284                               | 294                               | 285                               |                |
| 导弹全长[mm]                 | 1083 (675 + 408)                                     | 680                               | 680                               | 984                               |                |
| 重量[kg]                     | 30.4                                                 | 23.3                              | 24.3                              | 19.0                              |                |
| 瞄准具                       | 1G46                                                 | 1A45T额尔齐斯                     | 1A45T额尔齐斯                     | n/a                               |                |
| 适用温度范围                 | -40℃ 〜 +60℃                                         | -50℃ 〜 +60℃                      | -50℃ 〜 +60℃                      | n/a                               |                |

## 相互矛盾
在各種來源中可以發現，9M119「斯維里」與9M119M「反射」式導彈和整個系統都出現了相互矛盾的代號命名法：
1. 9M119「反射」式（9M119 Refleks）和9M119「斯維里」（9M120 Swir或Svir）——這個版本被認為是正確的。
2. 9M119「斯維里」（9M119 Swir）和9M120「反射」式（9M120 Refleks），還有兩者的反向命名版本；以至
3. 9M119「反射」式（9M119 Refleks）、9M119「斯維里」（9M119 Swir）、9M119M「殷鋼」（9M119M　Invar）、9M119M1「殷鋼-M」（9M119M1 Invar-M）和9M120「旋風」（9M120 Wichr或Vikhr）

不同的版本意味著導彈（名稱M）與系統（名稱K）和他倆自身的代號混淆。比如，使用9K120「斯維里」（9K120 Swir）系統的代號比9M119「反射」式（9M119 Refleks）導彈的次數越多。另外，「9M120」為科洛姆納機械設計局所研製的瞄准线半自动指令无线电制導式反坦克导弹（北約代號：AT-9「螺旋-2」），所以『9M120「旋風」』這名號很明顯地不正確的。

## 使用國

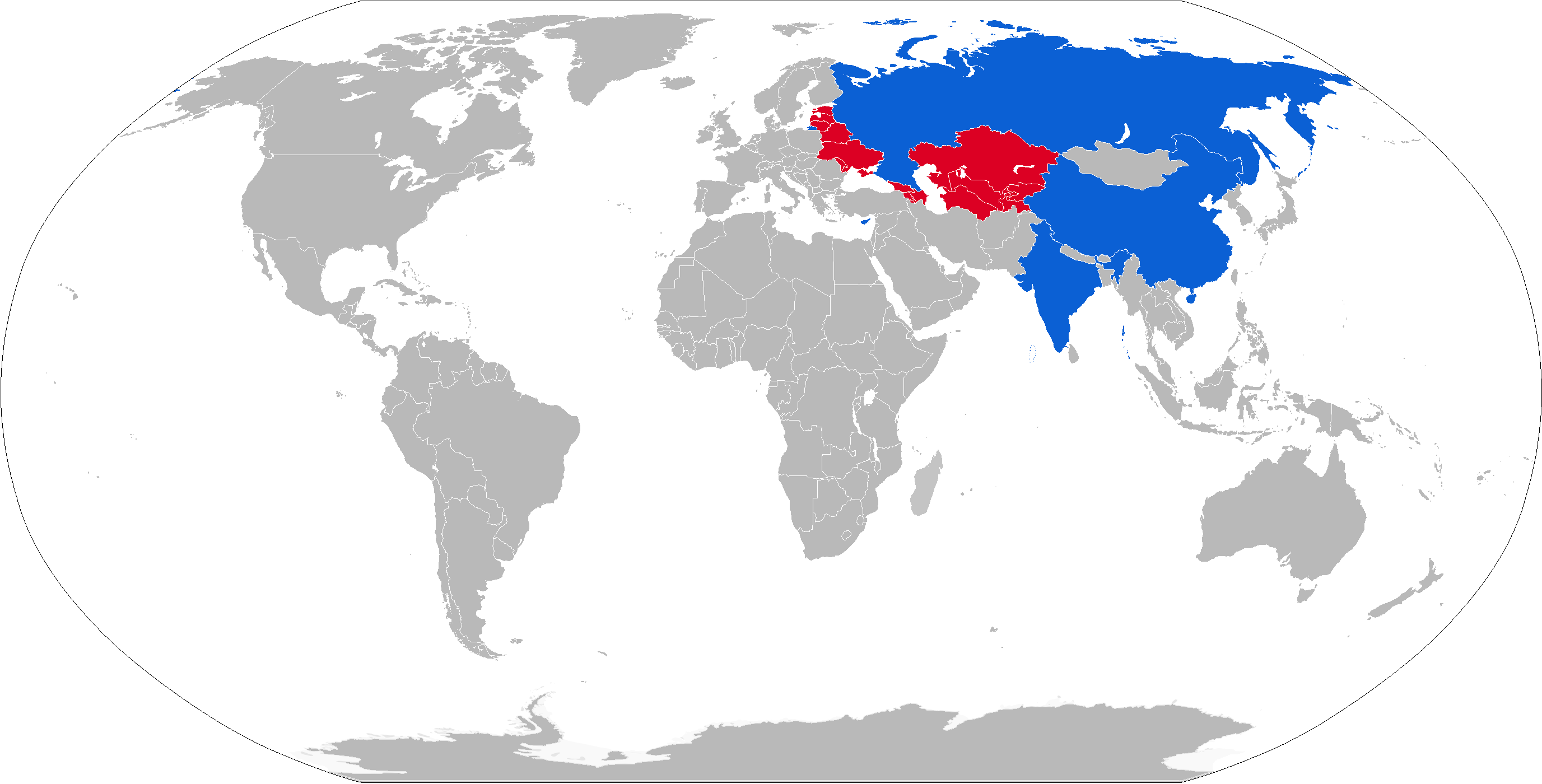
藍色為9M119系列的使用國，而紅色則是前使用國。

### 現在的使用國
- 中华人民共和国：與配套的2A46M坦克炮一同仿製，現用於ZPT-98坦克炮以上，命名為GP-125型雷射驾束制导炮射导弹系统。
- 賽普勒斯
- 印度
- 摩洛哥
- 俄羅斯

### 過去的使用國
- 苏联：由繼承國所傳承。

## 資料來源
1. ↑  http://lenta.ru/news/2012/10/19/invar/ （页面存档备份，存于）
2. ↑  .   [2019-02-23]. （原始内容存档于2012-10-21）.
3. 1 2  .   [2019-02-23]. （原始内容存档于2018-05-07）.
4. ↑  Russian ATGMs （页面存档备份，存于）.
5. ↑  異說：9M119M的代號為「殷鋼」，英語：，俄語：，意為不變鋼
6. ↑  .   [2019-02-23]. （原始内容存档于2012-06-30）.
7. ↑  .   [2019-02-23]. （原始内容存档于2014-12-20）.
8. ↑  . Janes Information Group. 2003.
9. ↑  .   [2019-02-23]. （原始内容存档于2019-01-29）.
10. ↑  .   [2019-02-23]. （原始内容存档于2018-09-26）.
11. ↑  .   [2019-02-23]. （原始内容存档于2014-10-26）.
12. ↑  Jane's Armour and Artillery 2005–2006, p 133.
13. ↑  .   [2019-02-23]. （原始内容存档于2020-09-16）.
14. ↑   (PDF).   [2017-02-01]. （原始内容存档 (PDF)于2019-04-23）.
15. ↑  .   [2011-12-30]. （原始内容存档于2012-01-07）.
16. ↑  .   [2024-10-12].
17. ↑  .   [2024-10-12].

## 外部連接
- （德文）—Das Panzerdetail - Lenkwaffenanlage 9K119 REFLEKS der Kampfpanzer T-80U, T-80UD und T-90（页面存档备份，存于）
- （英文）—AT-11 SNIPER（页面存档备份，存于）
- （俄文）—Ракетная техника—Комплекс управляемого танкового вооружения 9К119 (9К119М) Рефлекс（页面存档备份，存于）